# Hoya piestolepis
Hoya piestolepis är en oleanderväxtart som beskrevs av Rudolf Schlechter. Hoya piestolepis ingår i släktet Hoya och familjen oleanderväxter. Inga underarter finns listade i Catalogue of Life.